# Centipede (band)
Centipede was een Britse band, een band bestaande uit zo’n 50 leden, uit de scene van de Britse progressieve rock, jazz-rock en avantgarde jazz. De band was nauw gelieerd aan de Canterbury-scene.
Centraal in Centipede stond de jazz-pianist Keith Tippett. Hij bracht de musici samen voor een eerste concert op 15 november 1970. De musici kwamen van groepen als Soft Machine (Robert Wyatt, Elton Dean, Nick Evans, Mark Charig), Nucleus (Karl Jenkins, Ian Carr, Brian Smith, Jeff Clyne, Roy Babbington, Bryan Spring, John Marshall) en King Crimson (Robert Fripp, Peter Sinfield, Ian McDonald, Boz Burrell), maar ook van de klassieke London School of Music. Samen werkten ze aan de compositie Septober Energy - in wezen grotendeels improvisatie rond een vastgesteld concept. Maanden repeteren leverden het optreden in november 1970 op, op het London's Lyceum.
Vervolgens werd in november een tournee door Frankrijk uitgevoerd, waarna de groep in 1971 nog een dubbel-album opnam (geproduceerd door Robert Fripp).  Na het uitbrengen van het album werd in 1971 nog met een wat kleinere bezetting opgetreden, voordat de groep uit elkaar viel. De groep was te groot om zich in de scene van de jazz/rock staande te kunnen houden. 
In 1975 werd Centipede nogmaals kort nieuw leven ingeblezen, de groep trad op op een aantal Franse jazz-festivals. 